# Армейская группа «Лигурия»
Армейская группа «Лигурия» (Heeresgruppen Ligurien, или LXXXXVII Army) — совместное войсковое формирование союзных  вооружённых сил Германии и Итальянской социальной республики. Данная армейская группа была сформирована в конце 1943 года, Муссолини называл её национальной армией Республики Сало. Командование группой осуществлял министр обороны Республики Сало генерал Альфредо Гуццони. Помимо итальянских частей непосредственно, в армейскую группу «Лигурия» входили и немецкие дивизии. Формирования «Лигурии» принимали участие в боях с войсками антигитлеровской коалиции в северной Италии в 1944—1945 г.

## История формирования
После мирных переговоров между Италией и англо-американским командованием, 3 сентября 1943 года были подписаны условия о безоговорочной капитуляции Италии. Однако осенью 1943 года, значительная часть территории Италии была оккупирована немецкими войсками. 12 сентября 1943 года Муссолини, содержавшийся под стражей в отеле «Альберго-Рифуджио» в Апеннинский горах, был освобождён немецкими десантниками под командованием Отто Скорцени. По распоряжению Гитлера, Муссолини создал новое государство Республика Сало. Многие из фашистских учреждений Италии вновь возобновили свою деятельность, заработали Министерства, штаб-квартиры Национальной республиканской гвардии, Республиканской полиции, гарнизон Чёрных бригад. Встал также вопрос о формировании Вооруженных сил. Но поскольку патриотический дух Итальянцев оставлял желать лучшего, удалось набрать лишь несколько тысяч солдат и сформировать 4 дивизии, 3 из которых (2-я пехотная дивизия «Литторио», 3-я морская дивизия «Сан-Марко», 4-я альпийская дивизия «Монте Роза») вошли в армейскую группу «Лигурия». Летом 1944 года комплектование и тренировка дивизий завершились и они были отправлены на фронт.

## Состав группы
Состав формирования на апрель 1945 года:
- 75-й армейский корпус (командующий генерал Ханс Шлеммер)
  - 34-я пехотная дивизия (немецкая)
  - 5-я горная дивизия (немецкая)
  - 2-я пехотная дивизия «Литторио» (итальянская)
- Корпус Ломбардия
  - 3-я итальянская морская дивизия «Сан-Марко»
  - 134-я немецкая пехотная бригада
  - 4-я итальянская альпийская дивизия «Монте Роза»